# Lu Jou
Lu Jou (tradiční čínštinou: 陸游; zjednodušenou čínštinou: 陆游; 1125–1210) byl čínský básník a historik, který žil v éře Jižní Říše Sung. Je známý svými vlasteneckými básněmi, protože po celý jeho život byla jižní říše Sung ohrožována Džürčeny ze severu. Napsal asi deset tisíc básní, v žánru š’ i v žánru cch’. Napsal i několik prozaických textů. Patřil k nejplodnějším autorům čínského středověku.

## Život
Lu Jouova rodina byla poměrně vlivná, řada jejích členů byla vládními úředníky. Díky tomu se mu dostalo dobrého vzdělání. Vyrůstal se svou sestřenicí Tang Wan. Hluboce se do sebe zamilovali a vzali se, když mu bylo 20. Jeho matka však neměla Tang Wan ráda. Přestože spolu žili šťastně, matka je donutila k rozvodu. V tradiční čínské kultuře se od dětí vyžadovalo, aby poslouchaly své rodiče bezvýhradně, a tak Lu Jou svou matku, byť neochotně, poslechl a s Tang Wan se rozvedl. Oženil se později se ženou z klanu Wang, jejíž jméno prameny nedochovaly. Nadále však tesknil po sestřenici, a tak raději odjel na frontu bojovat proti Džürčenům. O Lu Jou a Tang Wan byla napsána tradiční opera Jue a jejich milostný příběh je v Číně velmi známý.
Básně psal již od dvanácti let. Stal se též odborníkem na válečnou strategii. Ve 29 letech složil úřednickou zkoušku, ale kariéru ve vládních službách mu zhatil vlivný Čchin Chuej. Mohla začít až po jeho smrti. V roce 1163 ho císař Siao-cung konečně jmenoval sestavovatelem Tajné rady a udělil mu čestný titul Ťin-š'. Kariéra však netrvala dlouho, byl z vládních služeb propuštěn jako militant toužící za každou cenu bojovat se severem. V roce 1172 byl najat armádou, aby se zabýval strategickým plánováním. Ale v armádě definitivně poznal, že sny o znovusjednocení Číny jsou iluzí. Zahořkl, začal pít a jeho poezie se stala více sarkastickou.
Po v roce 1190 odešel do důchodu a žil v ústraní ve svém rodném městě Šao-sing. Strávil zde posledních dvacet let svého života. I v této době intenzivně psal, nicméně změnil tematiku, začal se věnovat oslavě zemědělského a venkovského života.